# Emil Mayer (Architekt, 1845)

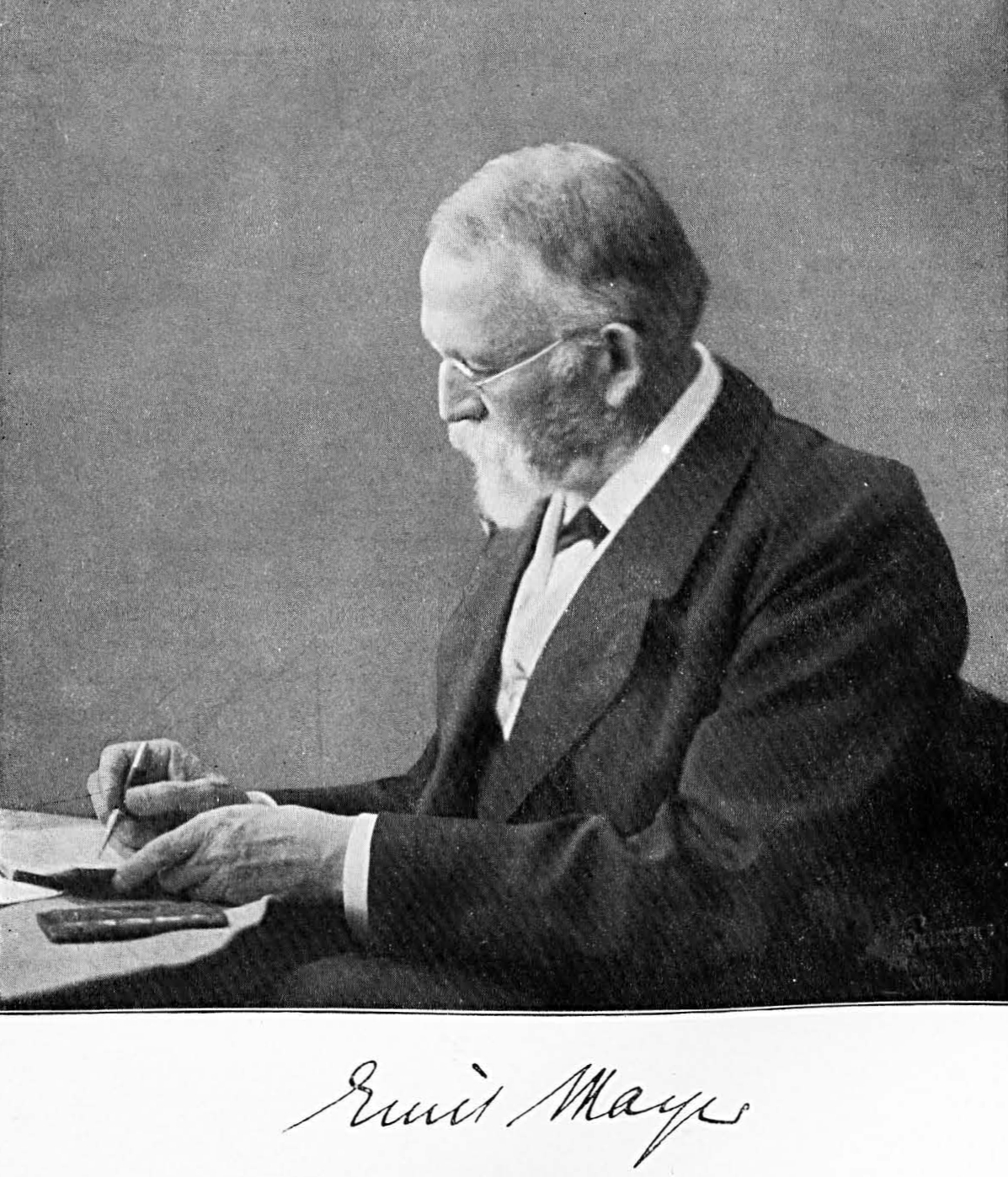
Emil Mayer

Emil Mayer (* 9. Juni 1845 in Stuttgart; † 7. Juli 1910 ebenda) war ein deutscher Architekt und kommunaler Baubeamter, der zuletzt als Stadtbaurat in Stuttgart tätig war. Er war der Vater des Architekten Martin Mayer.

## Ausbildung und Tätigkeit
Mayer studierte am Stuttgarter Polytechnikum und war dort Schüler insbesondere von Christian Friedrich von Leins (1814–1892). Nach dem ersten württembergischen Staatsexamen nahm er eine Tätigkeit bei der österreichischen Nordostbahn in Wien auf. Nach Württemberg zurückgekehrt, legte er das zweite Staatsexamen ab und wurde 1877 als Bezirksbauinspektor in Ellwangen eingesetzt. Neun Jahre später wechselte er nach Stuttgart, wo er von 1886 bis zu seinem Tod als Oberbaurat die Leitung des städtischen Hochbauamts innehatte und auch ehrenamtlich als Preisrichter bei Architektenwettbewerben tätig war.

## Seine Bauten in Auswahl

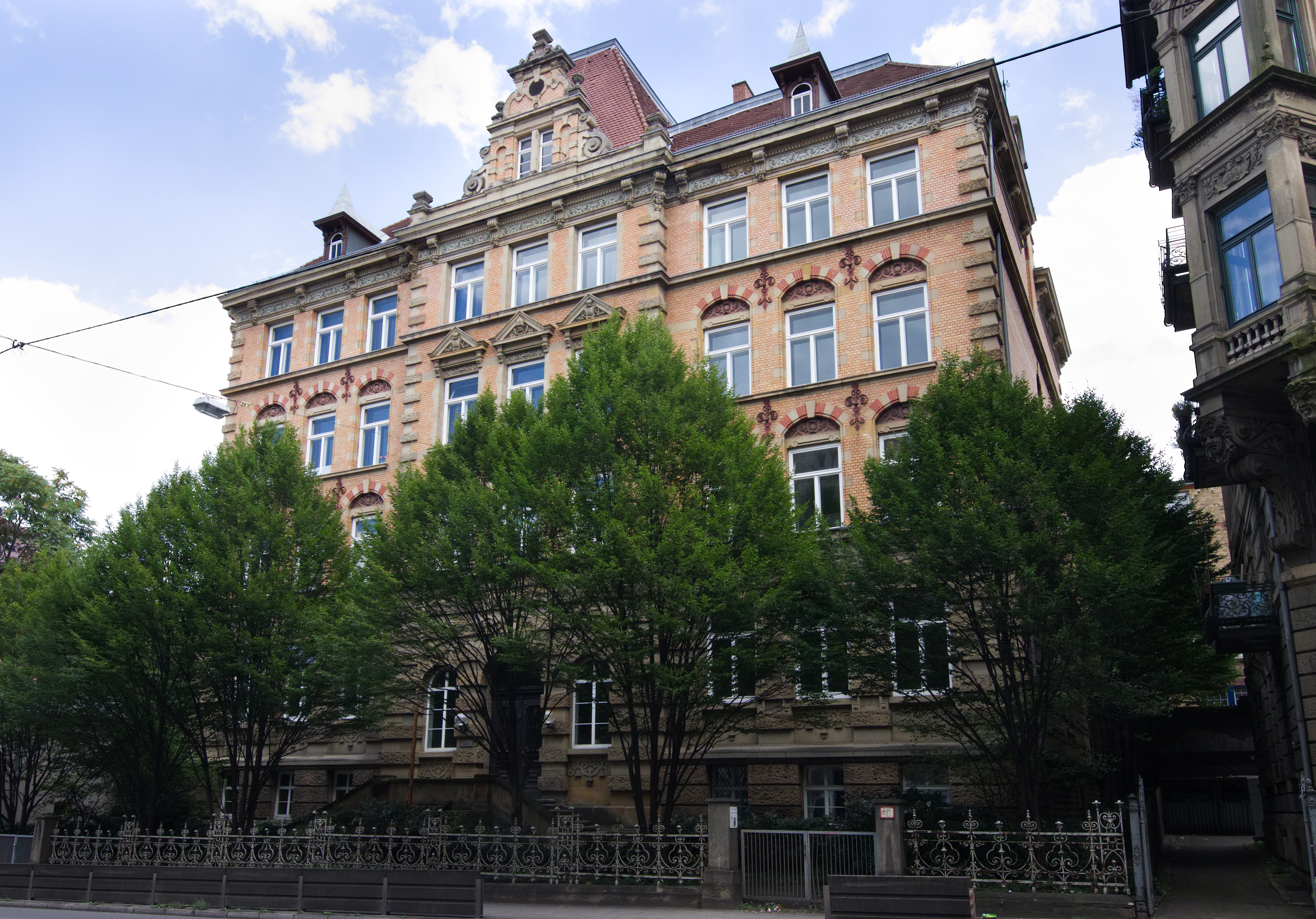
Römerschule in Stuttgart-Süd (1889–1890)

Als Stadtbaurat in Stuttgart schuf er zahlreiche öffentliche Bauten, darunter Krankenhäuser, vor allem aber Schulgebäude, so 1889–1890 die Römerschule in Stuttgart-Süd (Hauptstätter Straße 139 / Römerstraße 16), 1894–1896 die Wilhelms-Realschule (Hohenheimer Straße 12, heute Sitz der Technischen Oberschule Stuttgart), 1900–1902 die Schwabschule in Stuttgart-West (Bebelstraße 17), 1901–1903 das Königin-Katharina-Stift, eine höhere Schule für Mädchen, in Stuttgart-Mitte (Schillerstraße 5) und 1906–1908 (zusammen mit Bauinspektor Albert Pantle) die Schillerschule in Stuttgart-Bad Cannstatt (Wiesbadener Straße 40). Eines der letzten maßgeblich von ihm geplanten Projekte ist der 1905–1909 erbaute städtische Schlachthof in Stuttgart-Ost/Gaisburg (Schlachthofstraße 2).

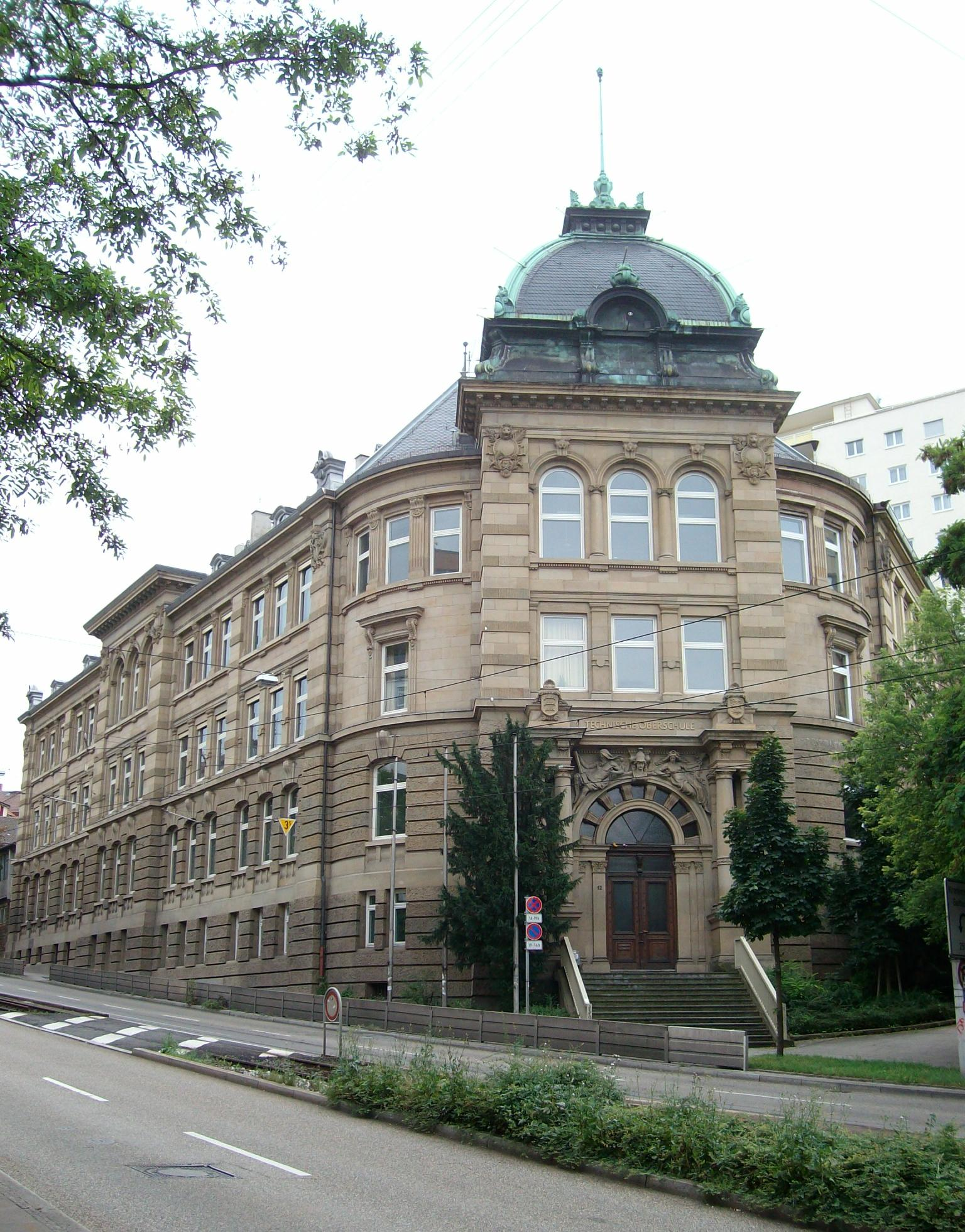
Wilhelms-Realschule, heute Technische Oberschule Stuttgart (1894–1896)

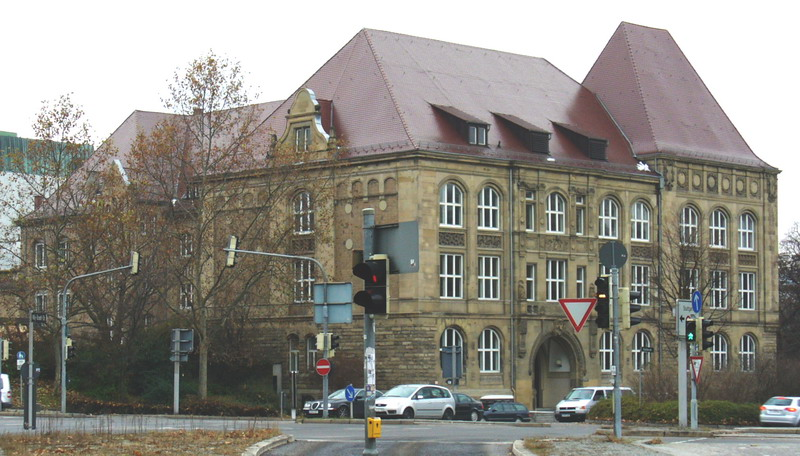
Königin-Katharina-Stift in Stuttgart (1901–1903)

## Charakteristik der Architektur
Mayers Zeitgenossen schätzten an seinen Bauten die Zweckmäßigkeit von Anlage und Grundriss. Bei den Schulbauten kombinierte er Mittelflur- und Seitenflur-Grundrisse, wobei er großen Wert auf eine gute natürliche Belichtung legte. Für Sockel und Treppen setzte er – weil besonders robust – Granit ein. Für die Hauptfassaden wählte er meist aufwändig aus heimischem Werkstein gearbeitete Gliederungen im Stil vor allem der sogenannten „deutschen Renaissance“, also einer Zeit, in der Bildung auch für das Bürgertum wichtig und möglich wurde. Durch diese Formen knüpfte Mayer zudem stilistisch an die das Stuttgarter Stadtbild damals prägende Architektur der zweiten Hälfte des 16. Jahrhunderts an. Allein an den Fassaden der ehemaligen Wilhelms-Realschule setzte Mayer Formen des französischen Barocks ein, damit und mit speziellen Gestaltelementen wie Kuppel, Freitreppe und den kolossalen Säulen beidseitig des Portals die Architektur des 1894 vollendeten Reichstagsgebäudes in Berlin aufnehmend. Bei seinem letzten Schulbau, der Schillerschule in Bad Cannstatt, gliederten er und sein Mitarbeiter Bauinspektor Albert Pantle – dem sich wandelnden Gestaltungsverständnis folgend – die Fassaden in den schlichteren Formen des süddeutschen Barocks.

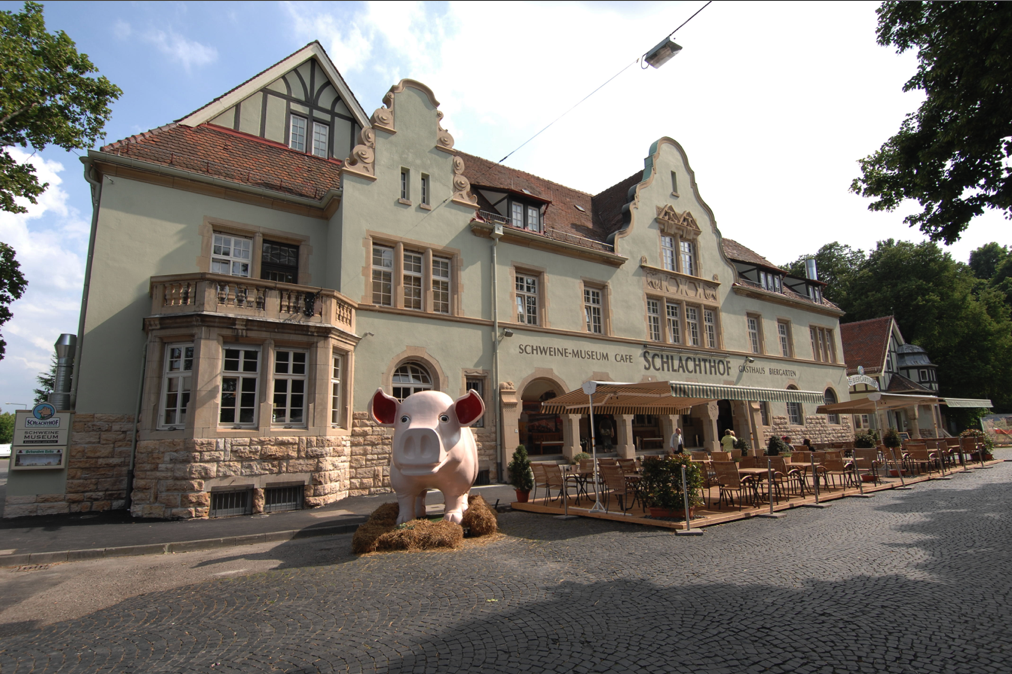
Verwaltungsgebäude des Stuttgarter Schlachthofs (1905–1909)